# Awake (EP)
Awake (estilizado como AWAKE) é o primeiro extended play do grupo masculino sul-coreano KNK. Contém seis músicas e duas faixas instrumentais, incluindo o single principal, Back Again. Todas as faixas do extended play foram pessoalmente escritas, compostas e organizadas por Kim Tae-joo, que também produziu músicas de sucesso como Good Luck e 12:30 do Beast e entre outros.

## Lançamento
No dia 16 de maio de 2016, KNK lançou seu primeiro single digital, intitulado I Remember.
Uma semana depois, a YNB Entertainment anunciou o retorno do grupo com seu primeiro extended play, intitulado Awake através das redes sociais oficial do grupo. Um teaser musical do grupo e fotos individuais para o EP foram revelados nos dias 24 e 25 de maio, respectivamente. No dia 27 de maio, o primeiro lançamento da música para o título Back Again foi lançado, seguido do lançamento da pré-visualização do álbum no dia seguinte. O segundo e último videoclipe do Back Again foi lançado no dia 1 de junho. O álbum foi lançado oficialmente no dia seguinte. Também foi lançado como um download digital em vários portais de música.

## Promoção
Em 3 de junho de 2016, KNK iniciou suas promoções no programa musical Music Bank, performando dois singles do EP. As promoções de Black Again seguiram para o Show! Music Core, Inkigayo e M! Countdown.
Em 8 de junho, KNK retornou aos palcos do Show Champion, apresentando os singles Black Again e Gone. A coreografia de Gone foi inteiramente criada pelo membro Jihun.

## Desempenho
Awake estreou na posição 12 para a semana 23ª no Gaon Music Chart, até atingir a posição 7 para a 31ª semana.

## Lista de Faixas
Todas as faixas foram inteiramente compostas por Kim Taejoo.
| N.º            | Título               | Duração |  |
| 1.             | "Gone"               | 1:45    |  |
| 2.             | "Black Again"        | 3:28    |  |
| 3.             | "I Remember"         | 3:28    |  |
| 4.             | "I Remember"         |         |  |
| 5.             | "Day N Night"        | 3:29    |  |
| 6.             | "Propose"            | 3:29    |  |
| 7.             | "Back Again (Inst.)" | 3:28    |  |
| 8.             | "I Remember (Inst.)" | 3:28    |  |
| Duração total: | Duração total:       | 26:03   |  |

## Histórico
| Região                       | Data               | Formatos         | Distribuidor                    |
| ---------------------------- | ------------------ | ---------------- | ------------------------------- |
| Coreia do Sul, mundo inteiro | 2 de junho de 2016 | digital download | YNB Entertainment, CJ E&M Music |
| Coreia do Sul                | 2 de junho de 2016 | CD               | YNB Entertainment, CJ E&M Music |